# Claude Baechtold
Claude Baechtold, né le 3 février 1972 à Lausanne, est un photographe et réalisateur vaudois.

## Biographie
Claude Baechtold naît le 3 février 1972 à Lausanne. Il est originaire de Jouxtens-Mézery.
Il étudie le graphisme à l’École cantonale d'art de Lausanne (ECAL). Il achève ses études en 1996.
Après avoir vécu et travaillé à Vevey, Claude Baechtold déménage à Paris.

### Photographie
Au retour d’un voyage touristique en Iran en 2001, il classe ses photographies en développant un travail de classification visuelle du pays par thèmes, tels que les affiches de cinéma ou les automobiles nationales iraniennes.
Il part ensuite en Afghanistan en 2002 et 2003 avec deux reporters, le futur rédacteur en chef adjoint du journal Le Monde à Paris Serge Michel et le photographe canado-hollandais Paolo Woods. Lors de ce voyage, il perfectionne sa technique de prise de vue compulsive, soit 10 000 clichés réalisés avec deux caméras grand public ainsi que des pellicules locales. Il crée à partir de ce travail une animation photographique de huit minutes intitulée sublime Afghanistan. Son premier guide visuel consacré à l’Afghanistan, est publié en 2006 aux éditions new-yorkaises Abrams Image.
En 2009, il conçoit les affiches de l'édition 2010 Cully Jazz Festival.

### Autres activités
En 1999, il conçoit avec ceux autres diplômés de l'ECAL la nouvelle exposition permanente du Musée des salines de Bex.
Lors de son voyage en Afghanistan en 2002, il fonde avec Serge Michel et Paolo Woods le collectif Riverboom sur la rivière afghane Boom. Ensemble, ils couvrent les guerres d’Afghanistan et d’Irak avant de fonder les éditions Riverboom en 2006 qui donneront naissance à la collection Baechtold’s best, une série de guides de voyages iconoclastes aux destinations improbables telles que le Pôle nord, l’Irak, la Chine ou le Louvre.
En 2012, il écrit et réalise avec Augustin Rebetez, Dimitri Procofieff et Nicolas Lieber le premier long métrage du collectif « Le Cowboy Noir » , Hunting Diamond Jo, un film d’action tourné à Lagos au Nigeria.
En 2023, il réalise le documentaire Riverboom, à partir de vidéos et photos capturées lors de son périple en Afghanistan en 2002 aux côtés de Serge Michel et Paolo Woods. Le film retrace leur voyage et revient sur le contexte social et militaire du pays à cette époque tout en suivant un fil narratif autobiographique. Ce documentaire se démarque par son humour, en contraste avec le contexte qu’il relate. Il est programmé dans de nombreux festival et reçoit notamment le prix Mitrani du Meilleur premier film 2024 au festival international documentaire de Biarritz, le FIPADOC.

## Distinctions
- 2002 : Prix fédéral des arts appliqués[2]
- 2003 : sélection dans la catégorie vidéo du festival de Locarno pour sublime Afghanistan[3],[9]
- 2005 : lauréat du Grand prix international de photographie de Vevey[2] pour son guide du Pôle Nord[3].
- 2024 : FIPADOC - Festival International Documentaire • Biarritz (France) • Prix Mitrani[10] pour Riverboom

## Publications
- Au Pays du Louvre, Vevey, Riverboom, février 2008, 64 p. (ISBN 9782970058519)
- North Pole, Vevey, Riverboom, septembre 2008, 60 p. (ISBN 9782970058540)[11]
- Switzerland versus the world, Vevey, Riverboom, 2010, 120 p. (ISBN 978-2940440061)[12]

## Filmographie
Sauf indication contraire, les informations mentionnées dans cette section peuvent être confirmées par la base de données cinématographiques IMDb,  présente dans la section « Liens externes ».
- 2012 : Hunting Diamond Jo[3], coréalisé avec Augustin Rebetez, Dimitri Procofieff et Nicolas Lieber
- 2023 : Riverboom